# Absturz einer führerlosen MiG-23 über Belgien
Am 4. Juli 1989 erfolgte der Absturz einer führerlosen MiG-23 über Belgien. Dabei stürzte eine führerlose MiG-23 Flogger B (taktisches Kennzeichen 29) der sowjetischen Luftstreitkräfte nach einem Flug von mehr als 900 Kilometern quer über Europa in ein Haus nahe der belgischen Ortschaft Kortrijk und setzte es in Brand. Ein 18-jähriger Bewohner fand dabei den Tod.

## Hergang
Am Morgen des 4. Juli 1989 startete eine MiG-23 des 871. Jagdfliegerregimentes der Nordgruppe der Truppen (NGT) der Sowjetarmee in Polen vom Militärflugplatz Kolberg. Der Flugauftrag sah das Abfangen von Flugzielen zu Übungszwecken über der Ostsee vor.
Kurz nach dem Start fiel der Nachbrenner aus. Das Flugzeug verlor Fahrt und Höhe und der Pilot sah Rauch im Rückspiegel. Er ging daher von einem Ausfall des Triebwerks aus und katapultierte sich in 400 Fuß Höhe über Grund mit dem Schleudersitz aus der Maschine. Er blieb unverletzt.
Durch die Verlagerung des Schwerpunktes, nachdem das Gewicht des Schleudersitzes und des Piloten fehlte, nahm das Flugzeug in westsüdwestlicher Richtung fliegend die Nase nach oben und begann bei reduzierter Triebwerksleistung einen kontinuierlichen Steigflug mit einer Geschwindigkeit von 170 Knoten.
Immer weiter steigend flog das führerlose Flugzeug in den Luftraum der DDR ein. Da die Maschine eine richtige Identifizierungskennung ausstrahlte, unternahm die dortige Luftverteidigung nichts. Um 09:42 Uhr überflog die MiG auf einem Kurs von 250 Grad auf Höhe des Dannenberger Zipfels die Innerdeutsche Grenze zur Bundesrepublik Deutschland.
Mittlerweile war der NATO-Luftraumüberwachung in Deutschland das Flugzeug mit seinem ungewöhnlichen Flugweg aufgefallen. Die geografisch für ein schnelles Abfangen am günstigsten positionierte Alarmrotte des Jagdgeschwaders 71 „Richthofen“ war zwar vorgewarnt, erhielt jedoch keinen Einsatzbefehl. Gemäß den Pariser Verträgen von 1954 waren solche Aktionen ausschließlich den Westalliierten vorbehalten und durften nicht durch Deutsche erfolgen.
Nach dem Grenzüberflug befahl das zuständige Sector Operations Center 1 in Brockzetel einen Alarmstart der amerikanischen Alarmrotte vom niederländischen Militärflugplatz Soesterberg. Zwei F-15 C-Jagdflugzeuge der 32. Tactical Fighter Squadron stiegen unverzüglich auf, flogen mit Überschallgeschwindigkeit auf ihr Ziel zu und fingen die Flogger in Flugfläche 350 (ca. 10.500 Meter) auf Höhe Osnabrück ab. Die Meldung der Piloten, das Flugzeug fliege ohne Pilot, musste mehrfach wiederholt werden, bis sie von den Bodenstellen geglaubt wurde.
Die Alarmrotte erhielt den Auftrag, die Flogger zu begleiten. Von einem Abschussbefehl wurde abgesehen, da nicht abzuschätzen war, wohin die Trümmer des Flugzeuges aus dieser Höhe fallen würden.
Die MiG überquerte die Niederlande und flog weiter bis auf 39.500 Fuß steigend auf einem Kurs von 230 bis 240 Grad in Richtung Belgien. Der zivile Flugverkehr wurde weiträumig umgeleitet.
Als der Treibstoff verbraucht war, ging die MiG in einen flachen Sinkflug über. Kontinuierlich sinkend zeigte der Flugweg in Richtung auf die französische Großstadt Lille. Daraufhin wurde die französische Alarmrotte in erhöhte Bereitschaft versetzt. Die F-15 erhielten den Befehl, die Flogger über freiem Feld abzuschießen, sollte sie über Lille abzustürzen drohen.
Sich dem Boden nähernd zeigte der Flugweg auf ein landwirtschaftlich genutztes Gebiet südlich der belgischen Stadt Kortrijk. Um 10:37 Uhr berührte das Flugzeug den Boden und traf ein Bauernhaus am Stadtrand der zu Kortrijk gehörenden Gemeinde Bellegem, brachte es zum Einsturz und entfachte ein Feuer. Ein junger Hausbewohner fand dabei den Tod.
Erst neun Stunden nach dem Zwischenfall brach die Sowjetunion ihr Schweigen. Belgien protestierte förmlich auf diplomatischem Weg. Der sowjetische Botschafter bat um Entschuldigung und die Sowjetunion zahlte im November 1989 eine Entschädigung in Höhe von umgerechnet 625.000 Euro. Der Pilot der MiG schrieb einen persönlichen Brief an die Familie des Unfallopfers und drückte darin sein Bedauern aus. Am 14. Juli 1989 holte ein russisches Transportflugzeug das Wrack der Flogger ab. Bis dahin hatten westliche Experten das Flugzeug untersucht. Offenbar war das Triebwerksproblem durch Salzkorrosion in elektrischen Bauteilen verursacht worden.